# 汴河街道
汴河街道，是中华人民共和国安徽省宿州市埇桥区下辖的一个乡镇级行政单位。

## 行政区划
汴河街道下辖以下地区：
汴北村、新汴河村、邵杨村、北十里村、大王村、马梨园村、梅庵村和杨圩村。